# Eleei Ilalio
Eleei Ilalio (* 19. August 1979) ist ein amerikanisch-samoanischer beziehungsweise samoanischer Gewichtheber.
Eleei Ilalio nahm seit etwa 2000 regelmäßig an internationalen Gewichtheber-Wettbewerben im Südpazifik teil. Zunächst in der Klasse bis 94 kg (Super-Mittelgewicht) an den Start gehend, gewann er bei den Südpazifik-Meisterschaften (= Ozeanien-Meisterschaften) 2002 in Suva, Fidschi, die Goldmedaille (290 kg). Mittlerweile in die Klasse bis 105 kg (Schwergewicht) gewechselt gewann er den Titel auch 2007 in Apia, Samoa (328 kg) sowie 2008 in Auckland, Neuseeland (335 kg) im Reißen Stoßen sowie im Zweikampf. Höhepunkt in der Karriere wurde schließlich die Teilnahme an den Olympischen Sommerspielen 2004 in Athen, für die er zuvor durch das OOTC-Program des kontinentalen Verbandes gefördert wurde. In der Schwergewichtsklasse war er einer von 22 Teilnehmern und hob im Zweikampf 295 kg, 130 kg weniger als der Sieger Dmitri Berestow aus Russland. Damit belegte er den 15. und letzten Platz, alle anderen Teilnehmer waren ausgeschieden oder disqualifiziert worden. Bei der Abschlussfeier der Spiele war Ilalio der Fahnenträger des nur drei Sportler umfassenden Aufgebotes von Amerikanisch-Samoa, bei der Eröffnungsfeier trug die Sprinterin und amerikanisch-samoanische Rekord-Olympionikin Lisa Misipeka die Fahne.
In den Statistiken wird Ilalio bei seinen kontinentalen Wettkämpfen zumeist als für Samoa startend geführt.